# 宽蕊卫矛
宽蕊卫矛（学名：Euonymus fertilis var. euryanthus）为卫矛科卫矛属下的一个变种。